# Aeroport d'Inhambane
L'aeroport d'Inhambane (codi IATA: INH, codi OACI: FQIN) és un aeroport que serveix Inhambane, a la província d'Inhambane a Moçambic. L'aeroport és operatiu de dilluns a divendres de 07:00 a 17:00 i dissabtes de 8:00 a 17:00, i obre per sol·licitud els diumenges. Duanes i Immigració poden organitzar amb antelació les arribades. Actualment només hi ha combustible disponible a petició si s'ha acordat amb antelació.

## Aerolínies i destinacions
| Aerolínies                   | Destinacions                              |
| ---------------------------- | ----------------------------------------- |
| Kaya Airlines                | Maputo, Nampula                           |
| LAM Aerolínies Moçambiqueses | Johannesburg-OR Tambo, Maputo, Vilanculos |